# Statuia lui Grigore Kotovski din Chișinău

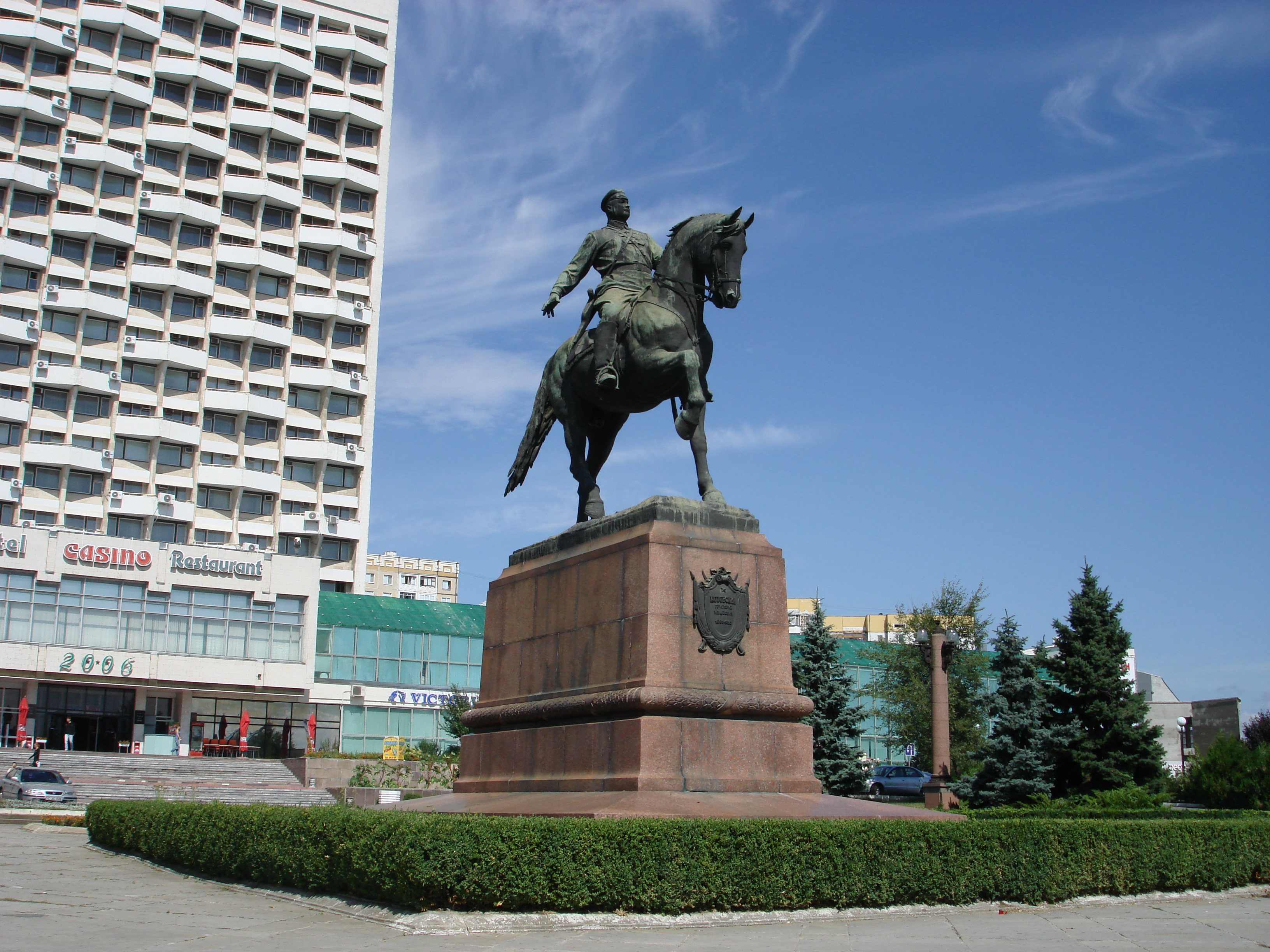
Statuia lui Grigore Kotovski din Chișinău.

Statuia lui Grigore Kotovski din Chișinău este un monument ecvestru închinat eroului comunist al războiului civil din Rusia Grigori Kotovski, amplasat în municipiul Chișinău, capitala Republicii Moldova. Este un monument de for public.

## Istoric
Statuia ecvestră a comunistului Grigore Kotovski, participant la războiul civil din Rusia, a fost înălțată în anul 1954 la Chișinău și a fost realizată de către un grup de sculptori și pictori format din Lazăr  Dubinovschi, Konstantin Kitaika, I. Perșudcev și A. Poseado, și după planurile arhitectului Fiodor Naumov.

## Descriere
Realizatorii statuii s-au inspirat din sculpturile ecvestre din antichitate (de ex. Marcus Aurelius, Roma, secolul IV), precum și din celebra statuie ecvestră renascentistă a condotierului Gattamelata, Estàtua eqüestre de Gattamelata, realizată de celebrul sculptor Donattello la Padova. 
Statuia este turnată din bronz și are o înălțime de 5 metri, fiind amplasată în piațeta din fața hotelului „Cosmos” din Chișinău. Sculptura este montată pe un piedestal din granit roșu și se remarcă prin tratare monumentală. Această statuie a fost prima statuie ecvestră din RSS Moldovenească din perioada sovietică.

## Statut de protecție
Din 1993 până în 2018, statuia era clasificată drept monument de artă de însemnătate națională în cadrul Registrului monumentelor ocrotite de stat din Republica Moldova. Registrul monumentelor de for public, în care se află acum, a fost creat în același an.